# El Fraile
Pour les articles homonymes, voir Fraile.
Le volcan El Fraile, est un petit stratovolcan éteint actuellement, qui se trouve à la frontière entre la région d'Atacama au Chili et la province argentine de Catamarca (département de Tinogasta). Il est haut de 6 062 mètres (certains chiffres ne lui donnent que 6 052 mètres).

## Situation
Il s'agit d'un petit appareil volcanique qui se dresse à mi-chemin entre le Nevado de Incahuasi à l'est (6 638 mètres) et le volcan El Muerto à l'ouest (6 488 mètres), tous deux distants de moins de dix kilomètres, et à 20 kilomètres à l'est-nord-est du Nevado Ojos del Salado (6 879 mètres). Au sud-ouest, tout proche à quelque cinq kilomètres se trouve le Nevado (5 822 mètres) et, plus loin à quinze kilomètres, le Medusa (6 121 mètres). Au nord-est, à moins de vingt kilomètres se dresse le San Francisco (6 016 mètres). Enfin à une vingtaine de kilomètres au sud-sud-ouest, on trouve les Gendarme Argentino I (5 950 mètres) et Gendarme Argentino II (6 014 mètres).
Le volcan El Fraile fait partie de la courte chaîne volcanique de la zone des 27 degrés de latitude sud, chaîne d'une cinquantaine de kilomètres de long, orientée est-ouest le long de la frontière argentino-chilienne et abritant plusieurs des plus hauts volcans de la terre.
Au nord, à une vingtaine de kilomètres se trouve la Laguna Verde chilienne, et au-delà le Falso Azufre (5 906 mètres).
Il fait partie des volcans proches du col du Paso de San Francisco. Son sommet de « seulement » 6 062 mètres l'a fait quelque peu oublier face à la hauteur et à la masse de ses puissants voisins.